# 话语
话语，又譯作論述、言說，是对任何形式的交流抽象化和一般化後得到的概念。Discours一詞原為理论语言学中，话语被理解为语言信息交换，它是动态语义学框架的主要动机之一，在这个框架中，表达式的指称与它们更新话语语境的能力等同。但在社會學上，「話語」一詞被傅柯於1970年法蘭西公學院院士就職演講中，以題目《話語的秩序》（L'Ordre du discours）借用並擴大其定義，用以泛指人類社會中一切知識訊息傳遞。话语是社會學理論的一个重要主题，涉及社会学、人类学、欧陆哲学和话语分析等领域的研究。继米歇尔·福柯的开创性工作之后，这些领域将话语视为一种思想、知识或交流的系统，它构建了我们对世界的体验。由于控制话语相当于控制对世界的感知，社会理论通常研究话语作为一种窥探权力的窗口。

## 梗概
最初，话语是服务于语言学而创造出的概念。不过，在米歇尔·福柯的《词与物》、《知识考古学》问世后，话语这一概念开始使用在哲学与社会学领域。作为批评用语，“话语”这一词语通常继承了福柯赋予它的意义，并不单指语言表现，也同权力与制度等概念相结合，既反映现实，也为后续概念铺平道路。现在，话语也指代制度权力的覆盖。
法语中，话语指说明事物或思想的行为，在日常生活中，作为名词也有“演讲”、“论述”的意思。不过在其它语言中，话语（discours）一词通常特指米歇尔·福柯所说的“语言表现的总体”。
根据福柯的定义，用语言进行的各种表达被称为陈述（法語：énoncé），而话语就是陈述的总体，并且总是在无意中同制度或权力等概念产生难以分割的联系，总是内涵压迫、排他、歧视等制度性权力的结构。另外，话语自身是多数人的陈述的集合，因而个人的陈述中的性质和方法通常不在话语这一层面的考虑中。

## 社会理论
在人文和社会科学中，话语描述了一种可以通过语言表达的正式思维方式。话语是一种社会边界，定义了可以对一个话题说什么。许多关于话语的定义都大量借鉴了法国哲学家米歇尔·福柯的工作。在社会学中，话语被定义为“个体赋予现实意义的任何实践（以多种形式存在）”。
政治学认为话语与政治和政策制定密切相关。同样，不同学科的不同理论认为话语与权力和国家相联系，因为控制话语被理解为对现实本身的控制（例如，如果一个国家控制了媒体，他们就控制了“真相”）。本质上，话语是不可避免的，因为任何语言的使用都会对个人的观点产生影响。换句话说，选择的话语提供了交流所需的词汇、表达或风格。例如，可以用两种截然不同的话语来描述各种游击队运动，把它们描述为“自由战士”或“恐怖分子”。
在心理学中，话语嵌入在不同的修辞体裁和元体裁中，这些体裁限制和启用它们——语言谈论语言。这在美国心理协会的《精神障碍诊断与统计手册》中得到了体现，它告诉了我们在谈论心理健康时必须使用的术语，从而调节意义并指导心理学和精神病学专业人员的实践。

### 现代主义
现代主义理论家关注的是实现进步，他们相信存在着可以普遍用于发展知识和从而更好地理解社会的自然和社会规律。这样的理论家会专注于寻求“真理”和“现实”，试图发展包含确定性和可预测性的理论。因此，现代主义理论家认为话语是功能性的。话语和语言的转变归因于进步或者是为了发展新的或更“准确”的词汇来描述新的发现、理解或兴趣领域的需要。在现代主义理论中，语言和话语与权力和意识形态脱离，而是被概念化为常识使用或进步的“自然”产物。现代主义还催生了权利、平等、自由和正义的自由主义话语；然而，这种修辞掩盖了实质性的不平等，也没有考虑到差异，雷尼耶指出。

### 结构主义（索绪尔与拉康）
结构主义理论家，如索绪尔和拉康，认为所有的人类行为和社会形式都与语言相关，可以理解为一系列相关元素的系统。 这意味着“一个系统的单个元素只有在考虑到整个结构的关系时才具有意义，而结构应该被理解为自成体系、自我调节和自我转化的实体”。 换句话说，是结构本身决定了单个元素的意义、含义和功能。结构主义对我们理解语言和社会系统有重要贡献。 索绪尔的语言理论强调了意义和符号化在构造人类生活更一般层面上的决定性作用。

### 后现代主义
随着现代主义时代的局限性被认识到，后现代理论应运而生。后现代理论家否定了现代主义者认为有一种理论方法可以解释社会的所有方面的主张。相反，后现代理论家对个人和群体的多样化经验感兴趣，并强调差异而非相似性和共同经验。
与现代主义理论相反，后现代主义理论更加流动，允许个体差异，因为它否定了社会规律的概念。这些理论家不再寻求真理，而是寻求真理是如何产生和维持的答案。后现代主义者认为，真理和知识是多元的、情境的、通过话语在历史上产生的。因此，后现代研究者着手分析话语，如文本、语言、政策和实践。

### 福柯
在哲学家米歇尔·福柯的著作中，话语是“一种由符号组成的序列，它们是陈述（法語：énoncé）。” 陈述是一种语言结构，它允许作者和说话者赋予词语意义，并传达可重复的语义关系，这些关系存在于话语的陈述、对象或主体之间。 在符号（符号学序列）之间存在内部关系，这些关系存在于话语的陈述、对象或主体之间。话语形式这个术语用来识别和描述具有产生话语的语义关系的书面和口头陈述。作为一名研究者，福柯将话语形式应用于对大量知识的分析，例如政治经济学和自然史。
在《知识考古学》（1969）一书中，这是一部关于思想体系（“认识论”）和知识（“话语形式”）的方法论和史学的论著，米歇尔·福柯发展了话语的概念。社会学家伊娅拉·莱萨总结了福柯对话语的定义，即“由思想、态度、行动方式、信念和实践组成的思想体系，它们系统地构建了他们所说的主体和世界。” 福柯追溯了话语在社会权力合法化中的作用，这种权力构建了当代的真理，维持了这些真理，并决定了构建的真理之间存在什么样的权力关系；因此，话语是一种通过权力关系产生和约束真理的交流媒介。
权力和知识之间的相互关系使每一种人际关系都成为一种权力协商， 因为权力总是存在的，因此产生并限制了真理。 权力通过排除规则（话语）来行使，这些规则决定了人们可以讨论的主题；一个人可以在什么时候、什么地方、以什么方式说话；并决定了哪些人被允许说话。 由于知识既是权力的创造者，也是权力的产物，福柯创造了“权力-知识”这个术语，以表明一个对象成为“网络中的一个节点”。在《知识考古学》中，福柯的例子是一本书作为一个网络意义中的节点。这本书并不作为一个单独的对象存在，而是作为一个知识结构的一部分存在，这个结构是“对其他书籍、其他文本、其他句子的引用系统”。在对权力-知识的批判中，福柯将新自由主义识别为一种与政府性相关的政治经济学话语，政府性是指用来管理人们的有组织的实践（心态、理性、技术）。
话语间研究话语之间的外部语义关系，因为一个话语是相对于其他话语而存在的，例如历史书籍；因此，学术研究者根据他们的学科使用的词义和内涵（意义）来辩论和确定“什么是话语？”和“什么不是话语？”

### 註腳
1. 1 2  張煥堂.  (PDF). 編譯論叢. 2010-03, 第三期 (第一期): 69-94  [2024-02-01]. （原始内容存档 (PDF)于2022-08-20）.
2. ↑  这个名词来自一个拉丁动词，意思是“来回奔跑”。关于这个术语和概念的简明历史概述，请参见 Dorschel, Andreas. 2021. "Diskurs." Pp. 110–114 in Zeitschrift für Ideengeschichte XV/4: Falschmünzer, edited by M. Mulsow, & A.U. Sommer. Munich: C.H. Beck.
3. ↑  張漢良. . 張漢良詩學專欄.
4. ↑  Ruiz, Jorge R. . Forum: Qualitative Social Research. 2009-05-30, 10 (2): Article 26  [2023-11-28]. （原始内容存档于2022-12-10）.
5. ↑   (PDF).   [2019-01-27]. （原始内容 (PDF)存档于2011-07-08）.
6. ↑  van Dijk, Teun A.  (PDF).   [2020-03-21]. （原始内容 (PDF)存档于2020-03-31）.
7. ↑  Feindt, Peter H.; Oels, Angela. . Journal of Environmental Policy & Planning. 2005, 7 (3): 161–173  [2023-11-28]. S2CID 143314592. doi:10.1080/15239080500339638. （原始内容存档于2024-01-29）.
8. ↑  Schryer, Catherine F., and Philippa Spoel. 2005. "Genre theory, health-care discourse, and professional identity formation." Journal of Business and Technical Communication 19: 249. Retrieved from SAGE （页面存档备份，存于）.
9. 1 2  Larrain, Jorge. 1994. Ideology and Cultural Identity: Modernity and the Third World Presence. Cambridge: Polity Press. ISBN 9780745613154. Retrieved via Google Books.
10. 1 2  Best, Steven; Kellner, Douglas. . New York City: The Guilford Press. 1997. ISBN 978-1-57230-221-1.
11. 1 2 3 4 5 6 7  Strega, Susan. 2005. "The View from the Poststructural Margins: Epistemology and Methodology Reconsidered." Pp. 199–235 in Research as Resistance, edited by L. Brown, & S. Strega. Toronto: Canadian Scholars' Press.
12. ↑  Regnier, 2005
13. 1 2 3  Howarth, D. . Philadelphia: Open University Press. 2000. ISBN 978-0-335-20070-2.
14. ↑  Sommers, Aaron. 2002. "Discourse and Difference （页面存档备份，存于）." Cosmology and our View of the World, University of New Hampshire. Seminar summary.
15. 1 2 3  M. Foucault. . Paris: Éditions Gallimard. 1969.
16. 1 2  M. Foucault. . Pantheon Books. 1970. ISBN 0-415-26737-4.
17. ↑  Lessa, Iara. . The British Journal of Social Work. February 2006, 36 (2): 283–298. doi:10.1093/bjsw/bch256.
18. ↑  Foucault, Michel. Power/Knowledge: Selected Interviews and Other Writings, 1972–1977 (1980) New York City: Pantheon Books.
19. ↑  "Governmentality", A Dictionary of Geography (2004) Susan Mayhew, Ed., Oxford University Press, p. 0000.
20. ↑  Foucault, Michel. The Birth of Biopolitics: Lectures at the Collège de France, 1978–1979 (2008) New York: Palgrave MacMillan, pp. 0000.

### 文獻
- ミシェル・フーコー. 小林康夫; 松浦寿輝; 石田英敬 , 编. . 筑摩書房〈ちくま学芸文庫〉. 2006年5月。. ISBN 978-4-480-08991-5 （日语）.

- 中山元. . 筑摩書房〈ちくま学芸文庫〉、. 2007年2月. ISBN 978-4-4800-9049-2 （日语）.